# Няшино (озеро)
Ня́шино — солоноватое озеро, расположенное в бессточной области Тобол-Ишимского междуречья. Находится на юге Тюменской области, в Армизонском районе, к северо-востоку от озера Большое Белое. Входит в Белоозёрский заказник федерального значения, а также в Няшино-Таволжанский комплексный озерный заказник.

## Общие сведения
Площадь озера составляет 20,2 км². Высота над уровнем моря — 128 м. Длина озера около 6 км, ширина в среднем достигает 2,3 км. Озеро мелководно: его средняя глубина составляет 1,1 м, максимальная — 2 м. Вода солоноватая; замеры произведённые 06.08.2004, показали значение 4,71 г/л. Прозрачность воды — 1,4 м.

## Описание
Водоём имеет неправильную лопастную форму, береговая линия умеренно изрезана. Значительных притоков не имеет. Острова отсутствуют. Берега низменные, местами заболоченные, солончаки у южного берега. Дно плоское, покрытое серым илом. Водная поверхность зарастает на 21-35%, тип зарастания — неравномерный, очаговый. В 3 км к западу находится село Орлово, рядом с которым проходит автодорога 71Н-205. У западного берега находится село Няшино.

## Орнитофауна
Озеро Няшино является местом пролёта и гнездования многих видов водоплавающих и околоводных птиц. Здесь были отмечены лебедь-шипун и кудрявый пеликан, занесённый в региональную Красную книгу.